# أليخاندرو فالا
أليخاندرو فالا (بالإسبانية: Alejandro Falla)‏ (من مواليد 14 نوفمبر 1983) هو لاعب كرة مضرب كولومبي.

## وصلات خارجية
- أليخاندرو فالا على موقع رابطة محترفي التنس (الإنجليزية)
- أليخاندرو فالا على موقع الاتحاد الدولي لكرة المضرب (الإنجليزية)
- أليخاندرو فالا على موقع كأس ديفيز (الإنجليزية)
- أليخاندرو فالا على موقع خلاصة التنس.كوم (الإنجليزية)
- أليخاندرو فالا على موقع إي إس بي إن.كوم (الإنجليزية)
- أليخاندرو فالا على موقع اللجنة الأولمبية الدولية (الإنجليزية)
- أليخاندرو فالا على موقع أوليمبيديا (الإنجليزية)

لميني